# Дубинин, Николай Николаевич
Николай Николаевич Дубинин (5 марта 1928, с. Зеленовка, Дальневосточный край — 30 января 2008) — советский, российский педагог-новатор. Народный учитель СССР (1980). 

## Биография
Родился 5 марта 1928 года в селе Зелёновка Спасского района (ныне Приморского края) в семье военнослужащего. 
Окончил среднюю школу в Лесозаводске, в 1949 году — Владивостокский государственный педагогический институт (ныне Дальневосточный федеральный университет). Во время учёбы был сталинским стипендиатом. 
По окончании института работал в учителем физики в школах № 17 и № 75 Владивостока. В 1956—1961 — старший преподаватель кафедры общей физики Дальневосточного университета.
В 1961—1989 — директор и одновременно учитель физики школы-интерната № 2 Владивостока, из которой с 1961 по 2013 год было выпущено 155 золотых и серебряных медалистов. 
Всероссийскую известность получил благодаря методу обучения школьников стоя. Идея была предложена врачом-терапевтом В. В. Сигаловым. И хотя это предложение было отклонено Министерством здравоохранения СССР, Н. Н. Дубинин принял идею врача и стал готовиться к эксперименту. 1 сентября 1986 1-й класс приступил к занятиям по новой методике. Из выступления директора по центральному телевидению вся страна узнала о проведённом эксперименте.
В последние годы жизни возглавлял общественную приемную губернатора Приморского края.

### Семья
- Жена — Дубинина Недежда Евстафьевна, учитель математики, прожили вместе 59 лет.
- Сыновья — Александр и Владимир (профессор, доктор математических наук)[источник не указан 2914 дней]

### Избранные труды[2]
- Дубинин Н. Н. Не растеряй в дороге детство: [О воспитании детей]. — Владивосток: Изд-во Дальневост. ун-та, 1996. — 125 с. — 1000 экз. — ISBN 5-7444-0708-1.
- Дубинин Н. Н., Галаницкий А. А. Лабораторные работы по физике в средней школе / Под ред. В. Ф. Ефименко. — Владивосток: Примор. кн. изд-во, 1962. — 183 с. — 10 000 экз.

## Награды и звания
- Заслуженный учитель школы РСФСР
- Народный учитель СССР (1980)
- Орден Ленина
- Медаль К. Д. Ушинского
- Медаль «За трудовую доблесть»
- Почётный гражданин города Владивостока (1980).

## Память
- В 2002 году школе-интернату № 2 Владивостока присвоено имя Н. Н. Дубинина.